# Uroleucon minus
Uroleucon minus är en insektsart som först beskrevs av Carl Julius Bernhard Börner 1940.  Uroleucon minus ingår i släktet Uroleucon, och familjen långrörsbladlöss. Arten är reproducerande i Sverige.